# 奧克蘭海灣大橋

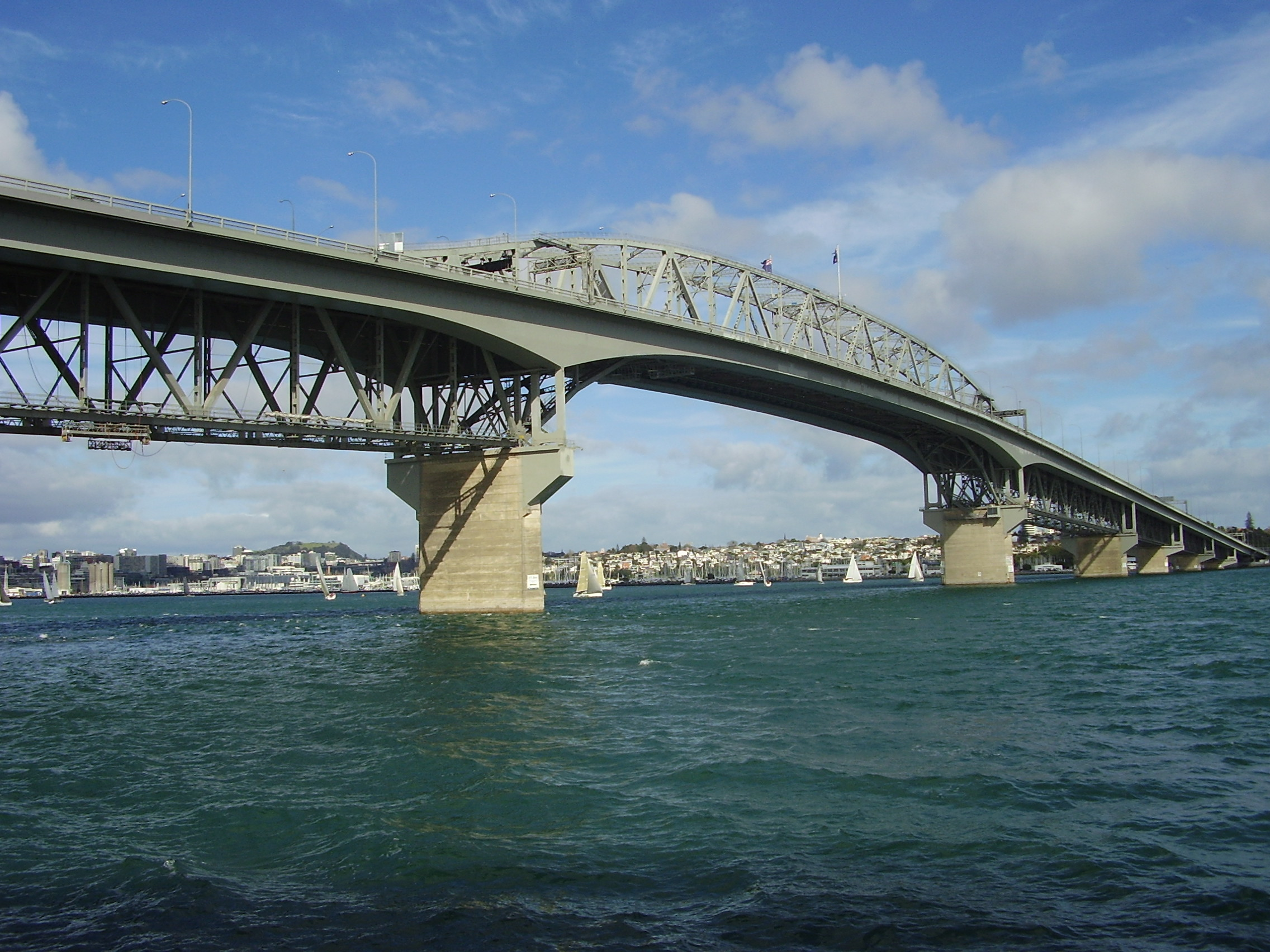
奧克蘭海灣大橋

奧克蘭海灣大橋（Auckland Harbour Bridge）是位於紐西蘭北島城市奧克蘭的一座大橋。奧克蘭海灣大橋是紐西蘭第二長的公路橋，也是北島最長的公路橋，也是最有用的大桥。